# تجمع بدو عرات (غيل بن يمين)

تعديل مصدري - تعديل

تجمع بدو عرات هي إحدى قرى عزلة غيل بن يمين بمديرية غيل بن يمين التابعة لمحافظة حضرموت، بلغ تعداد سكانها 58 نسمة حسب تعداد اليمن لعام 2004.